# Hadena pseudohyrcana
Hadena pseudohyrcana is een vlinder uit de familie van de uilen (Noctuidae). De wetenschappelijke naam van de soort is voor het eerst geldig gepubliceerd in 1985 door de Freina & Hacker.